# IBLA Grand Prize
IBLA Grand Prize (Gran Premio de IBLA , coloquialmente, "IBLA") es un concurso internacional de música clásica que se celebra anualmente en julio en Ragusa en Sicilia, Italia desde 1991 gracias a su Director Artístico, el pianista italiano Dr. Salvatore Moltisanti.

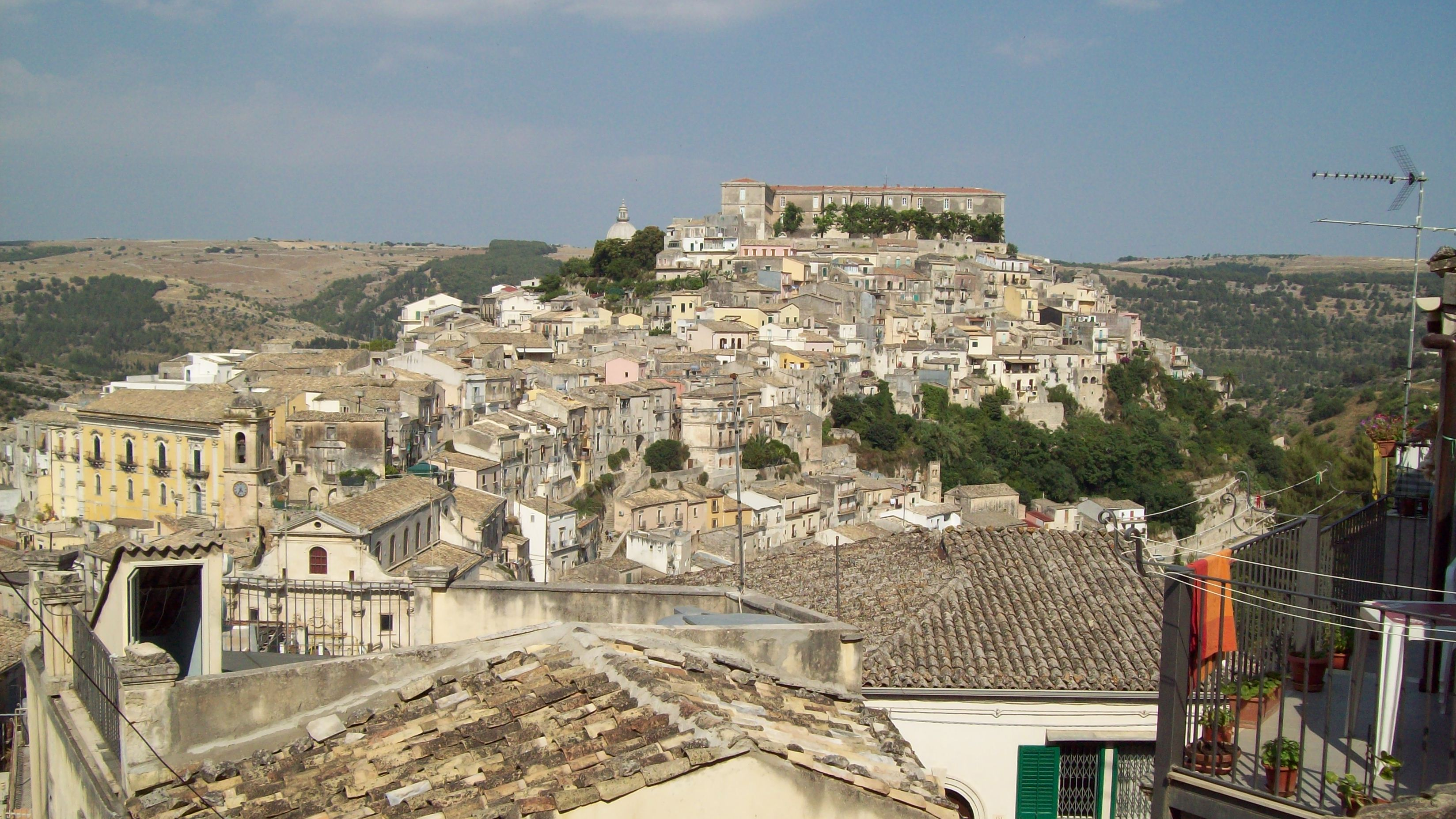
El parte de la ciudad en la que el concurso se lleva a cabo

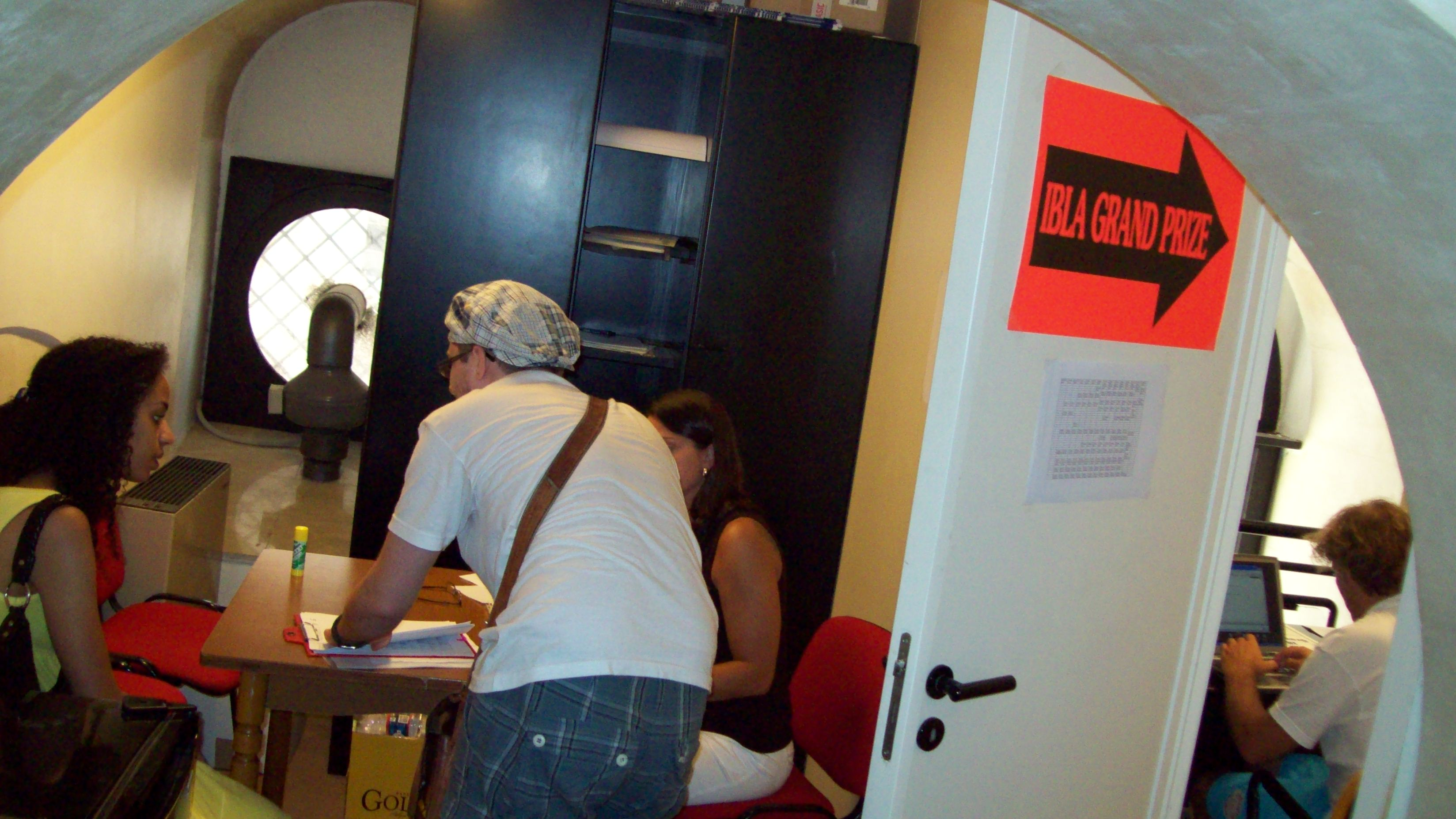
Oficina del concurso en el auditorio Falcone

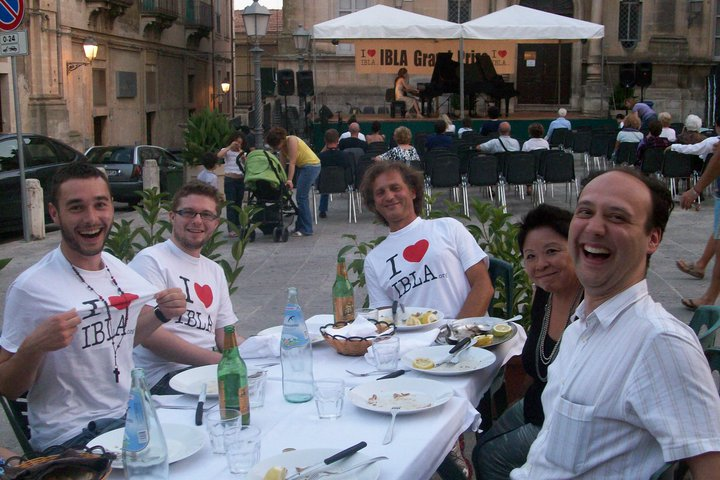
Piazza Pola - el lugar de conciertos nocturnos

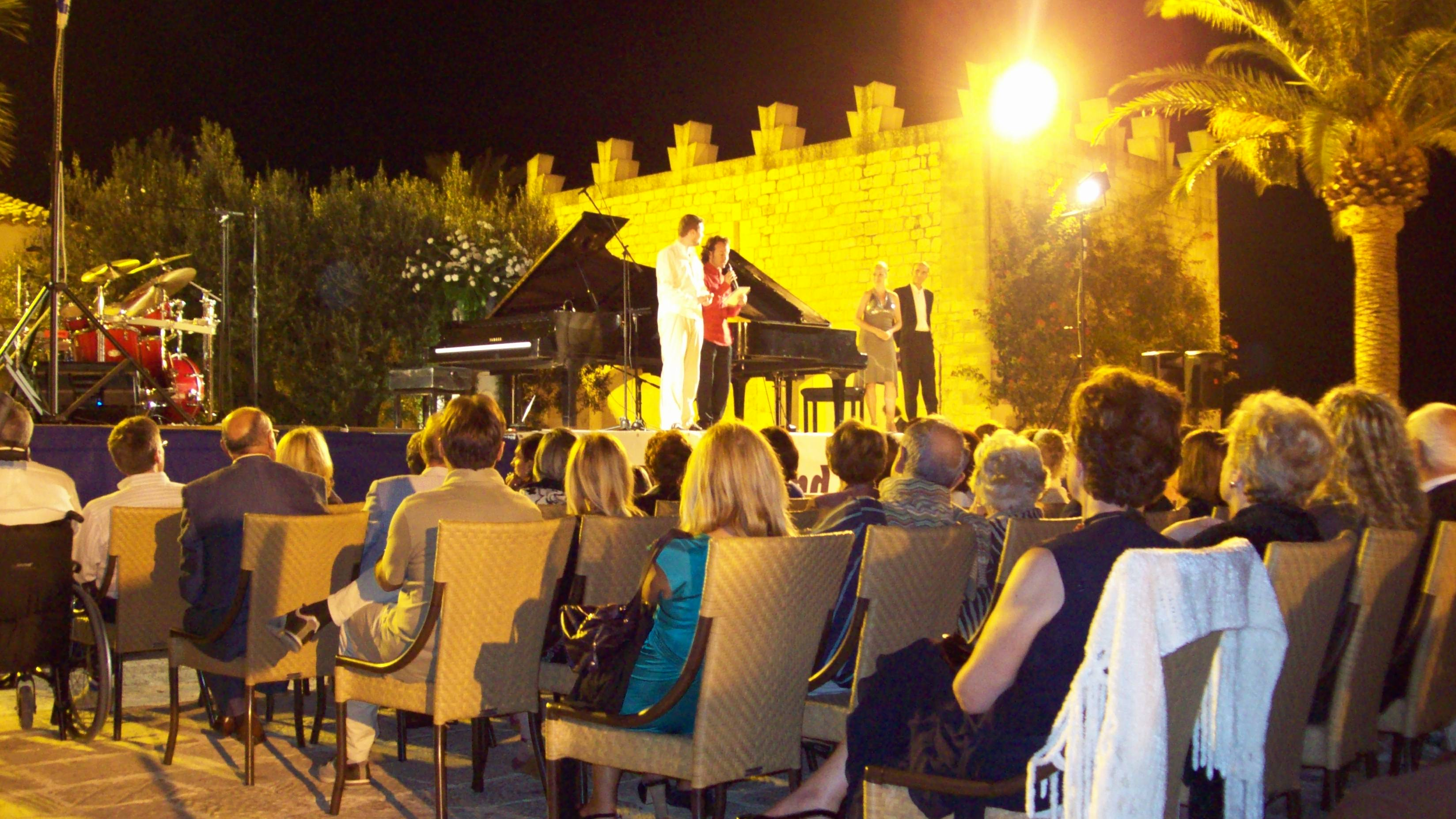
La multitud en Villa Cristione durante el concierto final

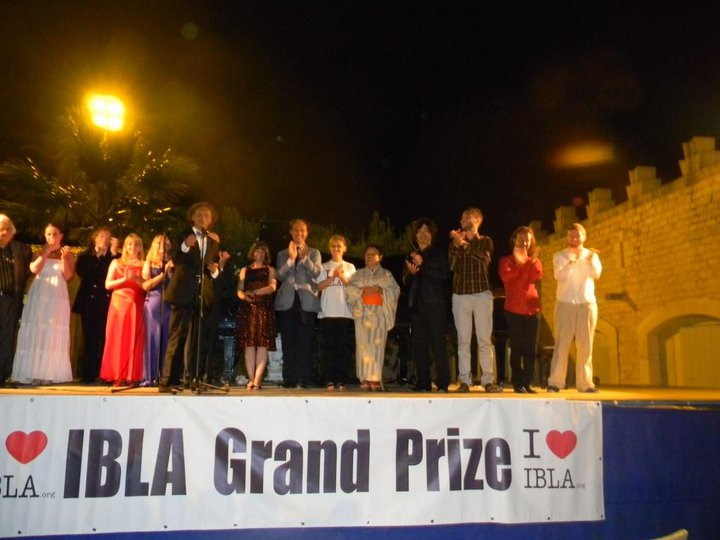
Los participantes de la 19 ª edición del concurso durante la noche final

## Reputación
Los Premios IBLA han sido oficialmente recomendado por el alcalde de Nueva York Rudolph Giuliani, el gobernador del estado de Nueva York George Pataki, el senador estadounidense Alfonse M. D'Amato; los ganadores han recibido elogios por escritores como ganador del Premio Pulitzer Martin Bernheimer en MSNBC “Vida de Jóvenes Artistas”.
Con la colaboración de los alcaldes de los municipios: Ragusa , Chiaramonte Gulfi , Comiso, Ispica , Pozzallo , Santa Croce Camerina y Vittoria se da a los músicos una oportunidad única de experimentar conciertos y actuaciones al aire libre en los mercados en las dichas ciudades.

En las palabras del periodista, crítico musical y miembro del jurado IBLA Gordon Sparber,
"... La soleda isla de Sicilia, la mayor y históricamente más rica en el Mediterráneo, es el escenario del Gran Premio de IBLA, un concurso de música celebrado en un auditorio ubicado entre los edificios de piedra del siglo XVII que rellenan los hilitos de las calles estrechas. La ciudad rocosa ... se encuentra a pocos kilómetros de donde el Jónico y el Mediterráneo se reúnen en el extremo sureste de Sicilia. Escuchando el piano en este tipo de ambiente es increíble. Es, me imagino, como abrir una arca ornamentada y antigua sólo para descubrir que está repleta de joyas resplandecientes. "

## Participación
Cada verano aproximadamente 100 de pianistas, cantantes, compositores e instrumentistas de todo el mundo vienen al Concurso Internacional IBLA, que tiene lugar en Ragusa-Ibla, Sicilia, con la esperanza de ganar los premios de IBLA.
Todas las solicitudes son procesadas por la oficina de la Fundación IBLA en Manhattan, donde la selección se lleva a cabo a través de la cuidadosa evaluación de la información contenida en las solicitudes de los participantes. El idioma principal de la selección es Inglés, también existe la posibilidad de registrse por parte de voluntarios italianos o hispanoablantes. Ejecución del concurso pasa en la ciudad de Ragusa, en la que unos participantes son evaluados tanto en las plazas públicas (Piazza Pola), por los jurados locales, así como en una Sala de Conciertos Falcone por el jurado internacional.
Fundación IBLA no cree en las barreras de edad; categorías de edad son divididos entre la para los adultos y la para los participantes menores de 24 años de edad que también tienen una división en clases: A (7-10 años), B (11-14 años), C (15-18 años) D (19-23 años).
En Gran Premio de IBLA no tienen requisitos del programa; los participantes están invitados a jugar, en configuraciones creativas e interesantes, las mejores obras que han preparado, se hace hincapié en la musicalidad, la expresión y las emociones asociadas a la interacción con la multitud de Sicilia.

## Jurado
El Jurado Internacional IBLA representa uno de los jurados más grandes y más diversas entre los concursos internacionales musicales. Cada edición es evaluada por veinte miembros del jurado, tanto los antiguos ganadores, como las siguientes personalidades famosas:
- Marcello Abbado , exdirector del Conservatorio de Milán de Giuseppe Verdi
- Günther Reinhold del departamento de piano de la Musik Hochschule für Staatliche en Karlsruhe
- Howard Aibel de la Universidad de Iowa del Norte
- Licia Albanese, la cantante de ópera estadounidense, miembro de la Fundación Licia Albanese-Puccini en Nueva York
- Lady Dewi Sukarno, la esposa de Achmed Sukarno, el primer presidente de Indonesia
- Baronessa Mariuccia Zerilli-Marimò, la activista de la cultura italiana
- Sherman Banks, fundador de las ciudades gemelas de Little Rock
- Jeffrey James, director de Angelok Classics Records
- Fernando Laires, fundador de la Sociedad Americana de Liszt.

## Concurso Internacional Bartók-Kabalevsky-Prokófiev
En paralelo con el Gran Premio de IBLA se organiza un Concurso Internacional Bartók-Kabalevsky-Prokófiev, que se inició en 1981 en el centenario del nacimiento de Béla Bartók.
El concurso no tiene restricciones de edad y las obras de los tres compositores se puede jugar en cualquier orden y modelo, de la memoria; se accepta toda la música de un compositor, o cualquier combinación de los tres. Se permite a los participantes a tomar parte en dos competiciones (Bartók-Kabalevsky-Prokófiev y IBLA Grand Prize) simultáneamente.

## Ganadores
La misión del Gran Premio de IBLA, desde su primera edición organizada para conmemorar el 500 aniversario del Descubrimiento de América por Cristóbal Colón, es descubriendo de unos nuevos talentos de la música clásica en el mundo. El premio principal para los ganadores en una gira por los Estados Unidos, que tiene como objetivo contribuir al desarrollo de la carrera de los ganadores y ayudarlos en hacer contactos profesionales.
En la historia del concurso, los ganadores han tenido la oportunidad de jugar en lugares como Alice Tully Hall en Lincoln Center , Tokyo Opera City Concert Hall, Conservatorio de Moscú de Chaikovski.
En los últimos años los ganadores han tenido la oportunidad de jugar en:
- Carnegie Hall en Nueva York
- La Universidad de Nueva York, Casa Italiana Zerilli-Marimo
- Radford University en Virginia
- Universidad de Arkansas en Little Rock
- Berklee College of Music en Boston
- Universidad de Minot, Dakota del Norte